# Liste der Vizekönige von Peru
Dies ist eine Liste der Vizekönige (spanisch Virreyes), die über das Vizekönigreich Peru regiert haben. In 14 Fällen regierte übergangsweise der Präsident der Real Audiencia von Lima, des höchsten Gerichtshofs in Lima.

## Gouverneure von Neukastilien
| Amtszeit  | Name                                                                                       |
| --------- | ------------------------------------------------------------------------------------------ |
| 1529–1541 | Francisco Pizarro (Generalkapitän von Neukastilien)                                        |
| 1541–1542 | Diego de Almagro „el Mozo“ (Gegenherrschaft, nicht durch den spanischen König legitimiert) |
| 1541–1544 | Cristóbal Vaca de Castro (Oberrichter und provisorischer Gouverneur)                       |

## Vizekönige von Peru
grau hinterlegt: kommissarische Amtsausübung
| Amtszeit  | Name                                                                            |
| --------- | ------------------------------------------------------------------------------- |
| 1542–1546 | Blasco Núñez de Vela (ernannt 1542, Ankunft 1544)                               |
| 1544–1548 | Gonzalo Pizarro (Gegenherrschaft, nicht durch den spanischen König legitimiert) |
| 1546–1550 | Pedro de la Gasca (Präsident der Audiencia)                                     |
| 1550–1552 | Antonio de Mendoza                                                              |
| 1552–1555 | Melchor Bravo de Saravia (Präsident der Audiencia)                              |
| 1555–1561 | Andrés Hurtado de Mendoza, marqués de Cañete                                    |
| 1561–1564 | Diego López de Zúñiga y Velasco, conde de Nieva                                 |
| 1564      | Juan de Saavedra (Präsident der Audiencia)                                      |
| 1564–1569 | Lope García de Castro (Präsident der Audiencia)                                 |
| 1569–1581 | Francisco de Toledo                                                             |
| 1581–1583 | Martín Enríquez de Almansa                                                      |
| 1584      | Cristóbal Ramírez de Cartagena (Präsident der Audiencia)                        |
| 1584–1589 | Fernando Torres y Portugal                                                      |
| 1589–1596 | García Hurtado de Mendoza                                                       |
| 1596–1604 | Luis de Velasco y Castilla, marqués de Salinas                                  |
| 1604–1606 | Gaspar de Zúñiga y Acevedo, conde de Monterrey                                  |
| 1606      | Diego Núñez de Avendaño (Präsident der Audiencia)                               |
| 1607      | Juan Fernández de Boán (Präsident der Audiencia)                                |
| 1607–1615 | Juan Manuel de Mendoza y Luna, marqués de Montesclaros                          |
| 1615–1621 | Francisco de Borja y Aragón, Principe di Squillace                              |
| 1621–1622 | Juan Jiménez de Montalvo (Präsident der Audiencia)                              |
| 1622–1629 | Diego Fernández de Córdoba, marqués de Guadalcázar                              |
| 1629–1639 | Luis Jerónimo de Cabrera, conde de Chinchón                                     |
| 1639–1648 | Pedro Álvarez de Toledo y Leiva, marqués de Mancera                             |
| 1648–1655 | García Sarmiento de Sotomayor, conde Salvatierra                                |
| 1655–1661 | Luis Enríquez de Guzmán, conde de Alba de Liste                                 |
| 1661–1666 | Diego Benavides de la Cueva, conde de Santisteban del Puerto                    |
| 1666–1667 | Bernardo de Iturriaza (Präsident der Audiencia)                                 |
| 1667–1672 | Pedro Antonio Fernández de Castro, conde de Lemos                               |
| 1672–1674 | Álvaro de Ibarra (Präsident der Audiencia)                                      |
| 1674–1678 | Baltasar de la Cueva Enríquez, conde de Castellar (Haus La Cueva)               |
| 1678–1681 | Melchor Liñán y Cisneros, Erzbischof von Lima                                   |
| 1681–1689 | Melchor de Navarra y Rocafull, Herzog von la Palata                             |
| 1689–1705 | Melchor Portocarrero Lasso de la Vega, conde de Monclova                        |
| 1705–1707 | Juan de Peñaloza (Präsident der Audiencia)                                      |
| 1707–1710 | Manuel de Oms y de Santa Pau, marqués de Castelldosrius                         |
| 1710      | Miguel Núñez de Sanabria (Präsident der Audiencia)                              |
| 1710–1716 | Diego Ladrón de Guevara, Bischof von Quito                                      |
| 1716      | Mateo de la Mata Ponce de León (Präsident der Audiencia)                        |
| 1716      | Diego Morcillo Rubio de Auñón (kommissarisch)                                   |
| 1716–1720 | Carmine Nicolao Caracciolo, príncipe de Santo Buono                             |
| 1720–1724 | Diego Morcillo Rubio de Auñón                                                   |
| 1724–1736 | José de Armendáriz, marqués de Castelfuerte                                     |
| 1736–1745 | José Antonio de Mendoza Caamaño y Sotomayor, marqués de Villagarcía             |
| 1745–1761 | José Antonio Manso de Velasco, conde de Superunda                               |
| 1761–1776 | Manuel d’Amat i de Junyent                                                      |
| 1776–1780 | Manuel de Guirior                                                               |
| 1780–1784 | Agustín de Jáuregui                                                             |
| 1784–1790 | Theodor de Croix                                                                |
| 1790–1796 | Francisco Gil de Taboada y Lemos                                                |
| 1796–1801 | Ambrosio O’Higgins                                                              |
| 1801      | Manuel Arredondo y Pelegrín (Präsident der Audiencia)                           |
| 1801–1806 | Gabriel de Avilés y del Fierro, marqués de Avilés                               |
| 1806–1816 | José Fernando Abascál y Sousa                                                   |
| 1816–1821 | Joaquín de la Pezuela                                                           |
| 1821–1824 | José de la Serna e Hinojosa                                                     |
| 1824–1826 | Pío de Tristán                                                                  |